# Diptilon flavipalpis
Diptilon flavipalpis là một loài bướm đêm thuộc phân họ Arctiinae, họ Erebidae.